# 吴瑞林 (1945年)
吴瑞林（1945年9月—），男，汉族，江苏江都人，中华人民共和国政治人物，曾任江苏省人民政府副省长，江苏省政协副主席，第九、十届全国人大代表。